# Gansinos
Gansinos es una localidad del municipio de Cipérez, en la comarca de Tierra de Vitigudino, provincia de Salamanca, España. 

## Historia
La fundación de Gansinos se fecha en la Edad Media, debiéndose al proceso repoblador emprendido en la zona por el rey Fernando II de León, apareciendo recogido en el siglo XIII como Cansinos, encuadrado dentro del arcedianato de Ledesma, en el Reino de León. Posteriormente, en la lista de lugares del obispado salmantino de 1548 viene recogido ya como Gansinos, denominación que ha pervivido hasta el presente. Con la creación de las provincias actuales en 1833 Gansinos, como parte del municipio de Cipérez, quedó adscrito a la de Salamanca, dentro de la Región Leonesa.

## Demografía
En 2018 Gansinos contaba con una población de 2 habitantes, de los cuales los 2 eran hombres. (INE 2018). Curiosamente, Gansinos mantuvo la misma población y proporción de género (3 hombres, 1 mujer) desde que se iniciase el siglo XXI hasta 2014.
| Gráfica de evolución demográfica de Gansinos entre 2000 y 2018                           |
|                                                                                          |
| Fuente: Instituto Nacional de Estadística de España - Elaboración gráfica por Wikipedia. |